# Salida (Colorado)
Pour les articles homonymes, voir Salida.
La ville de Salida est le siège du comté de Chaffee, situé dans le Colorado, aux États-Unis.
Le nom de Salida, qui signifie « sortie » ou « départ » en espagnol, a été choisie en référence à la position de la ville entre un canyon et une vallée.

## Démographie
Selon le recensement de 2010, Salida compte 5 236 habitants. La municipalité s'étend sur 2,57 milles carrés (6,66 km2).
| 1890  | 1900  | 1910  | 1920  | 1930  | 1940  |
| ----- | ----- | ----- | ----- | ----- | ----- |
| 2 586 | 3 722 | 4 425 | 4 689 | 5 065 | 4 969 |

| 1950  | 1960  | 1970  | 1980  | 1990  | 2000  |
| ----- | ----- | ----- | ----- | ----- | ----- |
| 4 553 | 4 560 | 4 355 | 4 870 | 4 737 | 5 504 |

| 2010  | - | - | - | - | - |
| ----- | - | - | - | - | - |
| 5 236 | - | - | - | - | - |